# Glassheart
Albums de Leona Lewis
Echo
(2009)
Singles
1. Trouble
Sortie : 5 octobre 2012
2. Lovebird
Sortie : 16 novembre 2012

Glassheart est le troisième album studio de la chanteuse Leona Lewis, dont la sortie est prévue pour le 26 novembre 2012. Sur cet album, la chanteuse affirme avoir changé de tonalité, ne voulant plus passer pour une chanteuse « ennuyeuse » ; son label craint d’ailleurs cette décision de partir sur un son plus pop.
Dans une interview, la chanteuse a déclaré que son album devrait sortir finalement vers la fin de l'été avec un single en juin.

## Sortie et promotion
À la mi-juillet, la chanteuse dévoile un nouveau titre Collide. Une affaire de plagiat est lancée peu après la sortie du single par le DJ Avicii, car le fond musical était une copie totale d’un de ses titres maintenant nommé Fade Into Darkness. Pour plus d’explication, se référer à la page de la chanteuse.
Le 2 septembre, la chanteuse dévoile la pochette de l’album dans un magazine.

## Singles
Le premier single est Collide un titre pop, qui la chanteuse l’espère donnera d’elle une image moins ennuyeuse. Le titre sera mis en téléchargement légal à partir du 4 septembre.
Leona Lewis a annoncé au cours d'une interview que le second single sera Trouble.

## Liste des titres
1. Trouble (3:41)
2. Un Love Me (4:12)
3. Lovebird (3:32)
4. Come Alive (4:03)
5. Fireflies (3:55)
6. I to You (3:18)
7. Shake You Up (3:40)
8. Stop the Clocks(4:01)
9. Favourite Scar (3:36)
10. When It Hurts (3:12)
11. Glassheart (3:56)
12. Fingerprint (4:07)
13. Trouble (3:42)